# Луганская областная филармония
Луганская областная филармония (укр. Луганська обласна філармонія) — филармония в Луганске.

## История
23 февраля 1943 года состоялось первое выступление образованного в Луганске комсомольско-молодёжного ансамбля, который с конца апреля стал называться комсомольско-молодёжным ансамблем песни и пляски (танцев). Именно этот коллектив положил начало созданию в феврале 1944 года Луганской областной филармонии, художественным руководителем которой стал Самуил Вульфович Ратнер (был на этой должности до 1946 года). А комсомольско-молодёжный ансамбль просуществовал до 1945 года и прекратил существование.
В марте 1944 года из участников художественной самодеятельности была создана хоровая капелла, первое выступление которой состоялось 1 мая. В июне 1944 года при филармонии был создан симфонический ансамбль (оркестр), образованный из оркестрантов филармонии, театра музыкальной комедии и русского драматического театра (этот коллектив просуществовал вероятно около полугода — один летний концертный сезон). В июле 1945 года начался набор в ансамбль песни и пляски (танца), первое выступление которого состоялось 30 апреля 1946 года. Летом 1945 года был организован симфонический оркестр и 15 октября 1945 года состоялось открытие первого симфонического сезона в областной филармонии. С ноября 1945 года в филармонии стал выступать хор под руководством Моти Новохацкой, образованный ещё до войны из жительниц села Великоцк Меловского района Луганской области.
С самого начала открытия филармонии проводятся музыкальные лектории, лекции-концерты и концерты-беседы, а также тематические концерты для детей. В 50-х годах в филармонии создаются музыкально-литературные бригады для выступлений в школах области, а на предприятиях города Луганска проводятся «музыкальные часы».
В 2008 году, после завершения реконструкции помещения Луганской областной филармонии по новым технологиям и с учётом современных технических способов и оборудования, учреждение имеет два концертных зала: основной Большой концертный зал (503 места) и Малый зал (70 мест) для проведения малых форм концертов, творческих встреч с мастерами искусств.